# Social media intelligence

Social media intelligence (dont l'abréviation anglaise est SMI ou SOCMINT) fait référence aux outils et aux solutions qui permettent aux entreprises de surveiller les différentes plateformes et conversations sur les médias sociaux, de réagir aux différents signaux reçus sur ces médias sociaux, et de les synthétiser ces réactions individuelles pour en déduire des tendances et des analyses fondées sur les besoins des utilisateurs.
La social media intelligence permet de rassembler des informations (en) en provenance de ces plateformes de médias sociaux, par des moyens intrusifs ou non, sur des plateformes de [médias sociaux ouvertes ou propriétaires. Ceci explique pourquoi on recourt au terme anglais d'« intelligence ». Celui-ci, qui stricto sensu se réfère au « renseignement » (et venant à l'origine d'un mot français pris dans son sens archaïque), possède en effet un sens proche de celui d'espionnage.

## Usage
Le terme fut inventé à l'occasion d'une publication spécialisée de 2012, rédigée par Sir David Omand (en), Jamie Bartlett (en) et Carl Miller pour le compte du Centre for the Analysis of Social Media du think tank londonien Demos.
Les auteurs ont avancé dans cette étude que les médias sociaux constituaient désormais une partie importante du travail lié à la sécurité et l'espionnage mais que des changements importants en termes technologiques, d'analyse et réglementaires étaient requis avant qu'on puisse considérer ces techniques comme performantes. Ces changements, selon les auteurs, nécessitaient notamment une modification de la règlementation en vigueur dans le Regulation of Investigatory Powers Act 2000 du Royaume-Uni,.
Les plateformes de social media intelligence ou de social listening sont aussi utilisées pour organiser la veille en matière d'e-réputation des organisations.